# Morakvar
Morakvar (angleško the dementor) je izmišljeni lik iz knjig Harry Potter, ki varuje čarovniški zapor Azkaban. Morakvar se v zgodbi prvič pojavi v tretji knjigi Harry Potter in jetnik iz Azkabana. Do nedavnega je veljalo, da morakvarjem iz zapora ne more nihče pobegniti, toda Sirius Black (Harryjev boter), je kot čarovnik v zgodovina Azkabana ušel iz zapora, kasneje pa se je zgodil tudi množični pobeg Jedcev smrti. V čarovniškem svetu morakvarji veljajo kot grozna, nezaželena bitja, čarovniki pa se proti njim branijo z urokom varuha. Za eno hudih čarovniških kazni velja tudi morakvarjev poljub ki ti izsesa dušo in vso veselje, kar je huje, kot bi bil mrtev.
V zadnji knjigi Harry Potter in svetinje smrti, se morakvarji pridružijo Mrlakensteinu v boju na Bradavičarki.